# Кременкульское сельское поселение
Креме́нкульское се́льское поселе́ние — муниципальное образование в Сосновском районе Челябинской области Российской Федерации. В рамках административно-территориального устройства муниципальное образование  соответствует административно-территориальной единице Кременкульский сельсовет.
Административный центр — село Кременкуль.

## История
Статус и границы сельского поселения установлены Законом Челябинской области от 9 июля 2004 года № 246-ЗО «О статусе и границах Сосновского муниципального района и сельских поселений в его составе».
В 2014 году присвоено название вновь возникшему населённому пункту посёлку Терема, он включён в состав Кременкульского сельского поселения.
10 марта 2020 года присвоено название вновь возникшему населённому пункту посёлку Пригородный, ранее предполагалось название Ласковый.

## Население
| 2002    | 2010  | 2011    | 2012    | 2013    | 2014    | 2015    |
| ------- | ----- | ------- | ------- | ------- | ------- | ------- |
| 5445    | ↗6331 | ↗6344   | ↗6616   | ↗6843   | ↗7177   | ↗7882   |
| 2016    | 2017  | 2018    | 2019    | 2020    | 2021    | 2023    |
| ↗8808   | ↗9845 | ↗10 979 | ↗12 978 | ↗15 056 | ↗16 402 | ↗18 716 |
| 2025    |       |         |         |         |         |         |
| ↗24 889 |       |         |         |         |         |         |

## Состав сельского поселения
| №  | Населённый пункт | Тип населённого пункта       | Население |
| -- | ---------------- | ---------------------------- | --------- |
| 1  | Альмеева         | деревня                      | ↗220      |
| 2  | Большие Харлуши  | село                         | ↗446      |
| 3  | Вавиловец        | посёлок                      | 162       |
| 4  | Западный         | посёлок                      | ↗7916     |
| 5  | Костыли          | деревня                      | ↗28       |
| 6  | Кременкуль       | село, административный центр | ↗3689     |
| 7  | Малиновка        | деревня                      | ↗488      |
| 8  | Малышево         | деревня                      | ↗23       |
| 9  | Мамаева          | деревня                      | ↗475      |
| 10 | Осиновка         | деревня                      | ↗36       |
| 11 | Садовый          | посёлок                      | ↗821      |
| 12 | Северный         | посёлок                      | ↗451      |
| 13 | Терема           | посёлок                      |           |